# Игор Лукшић
Игор Лукшић (Бар, 14. јун 1976) црногорски је политичар и економиста. Бивши је премијер Црне Горе и претходно је био министар финансија и заменик премијера у Влади Црне Горе.

## Биографија
Његова породица вуче корене из Црмнице, једног од региона старе Црне Горе.
Године 1998, Лукшић је дипломирао на Економском факултету у Подгорици. Године 2000, завршио је постдипломске студије на истом факултету, а 2002. магистрирао. Године 2003, био је саветник премијера у области односа са јавношћу, заједно са замеником министра иностраних послова Србије и Црне Горе. Дана 16. фебруара 2004, био је именован за министра финансија Црне Горе од тада премијера Миле Ђукановића. Он је добио звање доктора економије 10. септембра 2005. године.
Дана 3. октобра 2006, Ђукановић је најавио да неће бити кандидат за место премијера на следећим изборима и изабрао Игора Лукшића као свог првог кандидата за премијера. Међутим, уместо Лукшића, Жељко Штурановић изабран је за новог премијера због компромиса између Ђукановића и Светозара Маровића.
Поред српског, он такође говори енглески, француски и италијански језик. Љубитељ је метал музике.